# Il secondo anello del potere
Il secondo anello del potere (The Second Ring of Power) è un libro scritto da Carlos Castaneda alcuni anni dopo che egli ebbe terminato l'apprendistato presso gli stregoni yaqui don Juan e il suo «benefattore» don Genaro, e nel quale viene raccontato l'incontro devastante da lui avuto con i discepoli di costoro.
Prefazione
1. La trasformazione di doña Soledad
2. Le sorelline
3. La Gorda
4. Gli eredi di Genaro
5. L'arte di sognare
6. La seconda attenzione

## L'incontro con Doña Soledad
Già dal suo primo ritorno alla casa del suo amico Pablito, antico compagno di apprendistato, Castaneda si imbatté nella sconvolgente trasformazione della madre di costui, doña Soledad, anch'essa un tempo discepola di don Juan. Apparendo insolitamente più giovane e disinvolta, Soledad lo fece cadere in una serie di tranelli ricorrendo a vere e proprie arti magiche, per cercare infine di rubargli l'anima: era diventata una strega.
Fu solo grazie ad una rabbia improvvisa, nel momento di essere strangolato, che Castaneda fece uscire da sé, dalla sommità della testa, il proprio doppio, senza sapere come, col quale si liberò con violenza dalla morsa letale di doña Soledad.

## L'incontro con le «sorelline» e la Gorda
Lo scrittore fece poi conoscenza con altre quattro discepole di don Juan: Lydia, Josefina e Rosa, chiamate «le sorelline», giovani e piuttosto capricciose, che egli riteneva figlie di doña Soledad, ma erano state in realtà adottate dal suo maestro; la prima, fiera ed altera, era stata salvata da quest'ultimo quando viveva in una baracca abbandonata in uno stato di grave malattia; Josefina, la più pazza e ingannatrice del gruppo, era stata affidata dai suoi stessi genitori a don Juan, mentre Rosa, la più piccola, fu scoperta da costui quando lavorava come serva in un porcile. Ora vivevano in una casa circondata da colline brulle e opprimenti.
Sin da subito esse mostrarono un'aperta ostilità nei confronti di Castaneda, scontrandosi con lui più volte. D'altra parte affermavano di aspettare il suo ritorno, e lo consideravano il loro capo da quando don Juan se n'era andato, chiamandolo perciò col suo stesso epiteto, ossia «Nagual», per la sua capacità di far emergere la luminosità del nagual nella forma di un sosia mostruoso, dovuta all'uso ch'egli aveva fatto in passato delle piante psicotrope.
La quarta apprendista era Maria Elena, soprannominata «la Gorda», che in spagnolo significa «cicciona», e viveva insieme alle sorelline, ma era più anziana e progredita, avendo lavorato molto su di sé, accrescendo il proprio potere fino a diventare magra e snella.
La Gorda rivelò a Castaneda di aver riacquistato la propria integrità spiegandogli la differenza tra una persona completa ed una incompleta, cioè tra chi non abbia mai avuto figli e chi invece sì: lei aveva dovuto rifiutare il suo amore verso le proprie due figlie per colmare il vuoto creatosi nel suo essere luminoso quando le aveva generate.
Dopo aver condotto Castaneda in una grotta di potere sulle montagne, entrambi dovettero affrontare, nei pressi di un altopiano, un appuntamento con gli «alleati» di don Juan e don Genaro, cioè con gli assistenti di costoro, che consistevano in due spiriti animaleschi ciascuno, ed un tempo erano contenuti nella loro «zucca del potere»: quelli di don Juan apparvero nelle sembianze di famelico coyote ed un grosso macigno scuro imprecisato; quelli di don Genaro come un gigantesco giaguaro ed un essere alto e secco dalle fattezze umane.
La Gorda spiegò tuttavia a Castaneda che gli alleati appaiono con una forma solo fintantoché non si sia persa la propria «forma umana», ossia la caratteristica dell energia che tiene insieme la nostra forza della vita condensandola nell tipo di uomo che siamo, impedendo di cambiare. Dopo, nel testo, parla dello stampo umano. Avere la visione dello stampo umano (che è cosa diversa dalla forma umana) è come per un religioso incontrare Dio. La forma la si perde in genere con la morte, ma la Gorda era già riuscita ad abbandonarla in gran parte, diventando un essere completamente nuovo che aveva lasciato andare tutte le sue vecchie abitudini.
Tale era il compito di ogni guerriero.

## L'incontro con i «Genaros»
Castaneda e la Gorda si recarono nella casa che era stata di don Genaro, dove ora abitavano i suoi tre discepoli, chiamati perciò «Genaros»: Pablito, vecchio amico dello scrittore, Nestor, detto il «Testimone», e Benigno, conosciuto da Castaneda solo una volta durante un'escursione con don Juan in un deserto. Costoro però al momento erano via. In quella casa lui e la Gorda ebbero un nuovo scontro, ancora più violento, con i quattro alleati.
Tornati alla casa delle sorelline ebbero modo finalmente di incontrarsi con i Genaros. Castaneda constatò che tra loro e le sorelline intercorrevano pessimi rapporti, nonostante don Juan e don Genaro avessero raccomandato loro di vivere in armonia e di aiutarsi a vicenda.
Lo scrittore chiese a Pablito se ricordasse cosa gli fosse accaduto quando precipitarono insieme dopo il salto nell'abisso descritto alla fine del libro precedente, ma la scarsa impeccabilità di Pablito nel vivere da guerriero gli aveva oscurato ogni visione.
Nestor riferì di essere saltato anche lui nell'abisso, dopo di loro: la forza del nagual lo aveva allora disintegrato varie volte, e ogni volta il tonal lo aveva rimesso insieme, facendolo riapparire presso uno stregone di nome Porfirio, il quale gli insegnò i segreti delle erbe, mostrandogli anche lo stampo delle piante e degli animali. Alla fine Nestor era riapparso nel suo mondo usuale, e comprese che la forza misteriosa non l'avrebbe più fatto disintegrare per il momento.
Benigno invece era già saltato insieme ad Eligio, un altro allievo di don Juan ed il migliore di tutti gli apprendisti, che ora si trovava insieme a don Juan e don Genaro stabilmente nell'«altro mondo», quello del nagual.
I Genaros erano esperti in uno dei due principali risvolti pratici della stregoneria tolteca, ossia l'arte dell'«agguato», che è la capacità di non farsi notare e saper cogliere la propria preda sempre al momento opportuno.
La Gorda e le sorelline invece conoscevano soprattutto l'arte di «sognare», di cui diedero a Castaneda delle prove di abilità: si trattava di trasformare i propri sogni ordinari, controllandone consapevolmente le immagini, fino a pervenire alla cosiddetta «seconda attenzione», che si distingue da quella ordinaria con cui usualmente si organizzano le conoscenze del mondo e si mette ordine nel caos delle percezioni.
La prima attenzione, assimilabile a una sorta di «anello del potere», si riceve al momento della nascita, la seconda invece, pur essendo teoricamente accessibile a tutti, viene utilizzata soltanto dagli stregoni-sciamani: questa è un «secondo anello del potere», con cui si mette ordine nel mondo extra-ordinario del nagual.
Don Juan aveva insegnato alle sorelline e alla Gorda ad esercitare la seconda attenzione dapprima attraverso la contemplazione, in particolare di foglie, piante, alberi, animali, pietre, fenomeni atmosferici come pioggia, nebbia e nuvole bianche, con cui esse avevano imparato gradualmente ad acquietare i pensieri e così «fermare il mondo».
Castaneda, in passato, aveva appreso a radunare la seconda attenzione attraverso le erbe di potere, che però rivelavano il lato più terrificante del nagual. Accedervi attraverso la via più equilibrata dell'arte di sognare sarebbe stato ora il suo nuovo compito.

## Edizioni
- Carlos Castaneda, The Second Ring of Power, Simon & Schuster, New York, 1977.
- Carlos Castaneda, Il Secondo Anello del Potere (1978), Milano, Rizzoli, 1999 ISBN 9788817059503.